# لیندا بانک
لیندا بانک (به انگلیسی: Linda Bank) (زادهٔ ۲۴ ژانویهٔ ۱۹۸۶) شناگر اهل هلند است.